# Sascha Leontjew
Sascha Leontjew, eigentlich Mikhail Katz, Михаил Кац (* 12. Juni 1897 in Riga; † 25. August 1942 im KZ Mauthausen, Österreich), war ein russischer Tänzer.

## Leben und Wirken
Sascha (Alexander) Leontjew wurde am 12. Juni 1897 in Riga, das damals zum Russischen Reich gehörte, in eine jüdische Familie geboren. Sein Geburtsname war eigentlich Mikhail Katz (Михаил Кац).
Leontjew ließ sich in Moskau bei Laurent Novikoff (1888–1956) und Anna Pruzina sowie in Wien bei Ellen Tels (1885–1944) zum Balletttänzer ausbilden. Im Zuge der Oktoberrevolution emigrierte er nach West-Europa und ließ sich um 1920 in Berlin nieder. Hier wurde er einem größeren Publikum vor allem in der Rolle des Joseph in dem Handlungsballett Josephs Legende bekannt. Für das Stück hatten Hugo von Hofmannsthal und Harry Graf Kessler das Libretto und Richard Strauss die Musik geschrieben. Sascha Leontjew trat unter anderem an der Staatsoper Berlin und im Hamburgischen Stadttheater auf, tanzte aber auch zugunsten der „Künstlerhilfe für die Hungernden in Russland“ an der Berliner Volksbühne am Bülowplatz, wobei er von dem Pianisten Sigismund Witt (1898–1946) begleitet wurde. Nach weiteren gemeinsamen Darbietungen in Berlin, Köln und Hamburg tourten die beiden durch Schweden, Lettland, Estland und Finnland, mit geplanten Gastspielen in St. Petersburg und Moskau.
1925 wirkte Sascha Leontjew neben Anny Gray in dem Kurzfilm Aufforderung zum Tanz (1925) mit, und im selben Jahr stellte der polnische Maler Léopold Gottlieb (1879–1934) ein „Bildnis des Tänzers Sascha Leontjew“ fertig.

## Ab den späten 1920er Jahren
1928 wurde Leontjew als Ballettmeister, erster Tänzer und Vorstand der Ballettschule an die Wiener Staatsoper berufen. Er blieb dem Haus aber nur über zwei Spielzeiten verbunden. Aufgrund von Differenzen mit dem Ensemble kündigte er seinen Vortrag vorzeitig. 1936 war Leontjew dann als erster ausländischer Ballettmeister am Teatr Wielki in Warschau tätig. Hier wirkte er 1937 an der polnischen Erstaufführung von Josephs Legende mit und trat wie auch zuvor in Wien mehrfach in dem Ballett auf.
Ausgedehnte Tourneen führten Sascha Leontjew als Solisten und mit verschiedenen Ensembles in zahlreiche Länder Europas, 1929 auch nach Argentinien. Ab Mitte der 1930er Jahre trat Leontjew häufig in Prag auf, wo seine Schwester Valy Katzová eine Schule für Tanz und Gymnastik betrieb. Sascha Leontjews tänzerischer Ausdruck war expressionistisch, visionär und naturalistisch zugleich. Er bevorzugte die Pantomime. Zu seinen Bühnenpartnerinnen gehörten unter anderem Jenny Hasselqvist, Hedy Pfundmayr, Valeska Gert und Mary Wigman.
Leontjew publizierte auch Bücher zum Thema Tanz, in denen er etwa seine Vorstellungen von der Rolle des Männertanzes darlegte, so beispielsweise in Ausdruckstanz (1925). Daneben hielt er eine Reihe von Vorträgen wie etwa Der Tanz und die Erziehung an der Prager Urania (1932). In seinem Werk Das tanzende Wort (1935) verband er tänzerischen Ausdruck mit vorgetragener Sprache. Leontjew beschäftigte sich daneben intensiv mit okkultistischen Ideen und war Mitglied mehrerer spiritistischer Gesellschaften.

## Zunehmende Bedrohung und Tod
Ab etwa 1920 lebte Sascha Leontjew überwiegend in Berlin und Wien. Über einen längeren Zeitraum war er mit dem deutsch-österreichischen Burgschauspieler Alfred Gerasch (1877–1955) liiert, die beiden wohnten um 1935 zusammen in der Schottengasse 3A in Wien. Die politischen Entwicklungen in Deutschland erlebte Leontjew als jüdischer und homosexueller Mann zunehmend als bedrohlich. Schon 1929 hatten sein Name und sein Wirken Eingang in das antisemitische Lexikon Sigilla Veri gefunden. In dem NS-Verzeichnis Judentum und Musik mit dem ABC jüdischer, nichtarischer Musikbeflissener (drei Auflagen 1935–1938) wurde er unter dem Namen „Salomon Katz“ geführt.
Über die letzten Lebensjahre Sascha Leontjews liegen nur wenige Angaben vor. Am 18. August 1942 wurde er als jüdischer Häftling von Wien aus in das KZ Mauthausen verschleppt, wo er nur eine Woche überlebte. Er wurde am 25. August 1942 ermordet. Über die näheren Umstände vermerkt das Mauthausener Totenbuch, er sei „auf der Flucht erschossen“ worden.

## Internetquellen
- Akte von Alexander Leontjew, geb. am 12. Juni 1897, in: Arolsen Archives
- Eintrag zu Alexander Leontjew in: Raum der Namen. Die Toten des KZ Mauthausen
- Eintrag „Leontjev, Saša“, in: Česká Divadelní Encyklopedie
- Rollenbild Sascha Leontjew als Joseph in Richard Strauss: Josephslegende, Oper Frankfurt a. M., 1923, in: Porträtsammlung Manskop, UB Frankfurt am Main